# Kostel svaté Maří Magdalény (Podlesí)
Kostel svaté Maří Magdalény v Podlesí je hodnotná polorustikální architektura, jeden z jeden z prvních katolických kostelů postavených na Šumpersku po třicetileté válce. Kostel byl v roce 1958 zapsán na seznam kulturních památek.

## Historie kostela
Protestanti vystavěli dřevěnou modlitebnu, která vyhořela r. 1673.  Podle záznamu v místní kronice byl položen základní kámen k novostavbě kostela na místě vyhořelé modlitebny v r. 1683. Kostel byl stavebně upravován v letech 1785-87. Projekt přestavby vypracoval lichtenštejnský architekt Kryštof Halbich (výkres v šumperském Okresním archivu), místní stavitel Johann Wolf však dílo provedl odlišným způsobem.
V roce 2003 bylo z kostela odcizeno 10 soch.

## Popis kostela
Kostel stojí v areálu hřbitova, který je obehnán ohradní zdí se vstupní branou. Jednolodní architektura obdélného půdorysu s hranolovou věží představenou před západním průčelím a trojboce zakončeným presbytářem. V jižním rohu věže a lodi je přístavek se schodištěm na kruchtu a věž. Z jižní strany lodi je přizděna malá předsíň se sedlovou střechou - vstup do kostela. Sakristie s oratoří je umístěna na severní straně kněžiště.

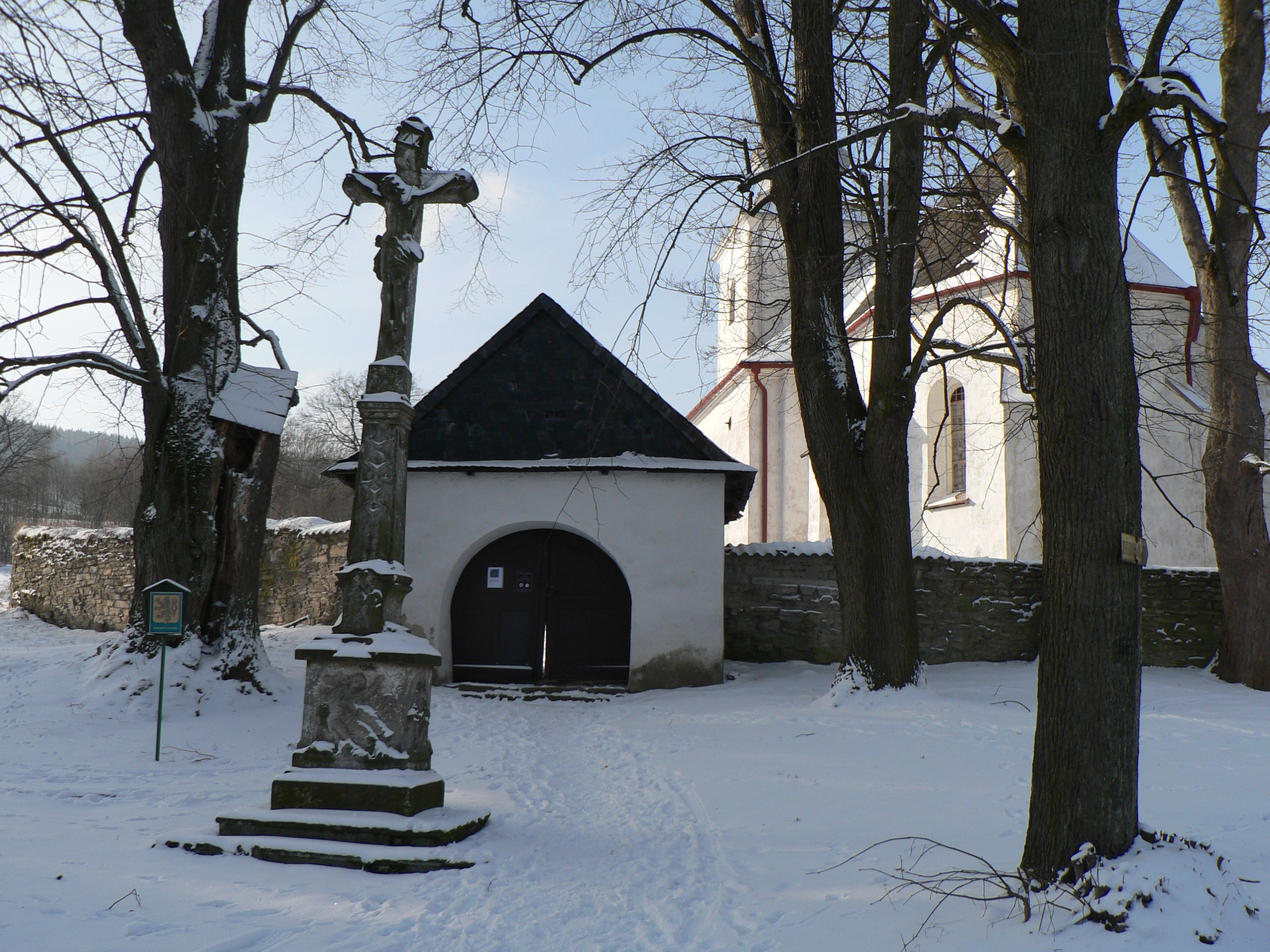
Podlesí- kříž před vstupem do areálu kostela

Obrazový soubor křížové cesty umístěný v hlavní lodi namaloval v r. 1886 Antonín Aust.
Zvon ve věži s reliéfy Malé Kalvárie a Vítězného Krista je datován rokem 1637.
U vstupní brány do areálu kostela se nachází kříž z roku 1801, který nese plastický korpus Krista.